# Jesper Tjäder
Nils Jesper Tjäder (Östersund, 22 mei 1994) is een Zweeds freestyleskiër die is gespecialiseerd in de slopestyle en de big air. Hij vertegenwoordigde zijn vaderland op de Olympische Winterspelen 2014 in Sotsji, op de Olympische Winterspelen 2018 in Pyeongchang en op de Olympische Winterspelen 2022 in Peking.

## Carrière
Bij zijn wereldbekerdebuut, in maart 2012 in Jyväskylä, eindigde Tjäder op de achtste plaats. Op de wereldkampioenschappen freestyleskiën 2013 in Voss eindigde hij als 54e op het onderdeel slopestyle. In januari 2014 stond de Zweed in Breckenridge voor de eerste maal in zijn carrière op het podium van een wereldbekerwedstrijd. Tijdens de Olympische Winterspelen van 2014 in Sotsji eindigde Tjäder als 24e op het onderdeel slopestyle. Op 22 maart 2014 boekte hij in Silvaplana zijn eerste wereldbekerzege.
In de Spaanse Sierra Nevada nam Tjäder deel aan de wereldkampioenschappen freestyleskiën 2017. Op dit toernooi eindigde hij als twaalfde op het onderdeel slopestyle. Tijdens de Olympische Winterspelen van 2018 in Pyeongchang eindigde hij als 23e op het onderdeel slopestyle.
Op de wereldkampioenschappen freestyleskiën 2019 in Park City eindigde Tjäder als zevende op het onderdeel big air en als 31e op het onderdeel slopestyle. In Aspen nam de Zweed deel aan de wereldkampioenschappen freestyleskiën 2021. Op dit toernooi eindigde hij als tiende op zowel het onderdeel big air als het onderdeel slopestyle. Tijdens de Olympische Winterspelen van 2022 veroverde hij de bronzen medaille op het onderdeel slopestyle, op het onderdeel big air eindigde hij op de zevende plaats.

## Resultaten

### Olympische Winterspelen
| Jaar | Plaats      | Resultaat               |
| ---- | ----------- | ----------------------- |
| 2014 | Sotsji      | 24e Slopestyle          |
| 2018 | Pyeongchang | 23e Slopestyle          |
| 2022 | Peking      | 7e Big air · Slopestyle |

### Wereldkampioenschappen
| Jaar | Plaats        | Resultaat                  |
| ---- | ------------- | -------------------------- |
| 2013 | Voss          | 54e Slopestyle             |
| 2017 | Sierra Nevada | 12e Slopestyle             |
| 2019 | Park City     | 7e Big air 31e Slopestyle  |
| 2021 | Aspen         | 10e Big air 10e Slopestyle |

### Wereldbeker
Eindklasseringen
| Seizoen   | Algm  | BA  | SS   |
| --------- | ----- | --- | ---- |
| 2011/2012 | 113e  | –   | 15e  |
| 2012/2013 | 227e  | –   | 59e  |
| 2013/2014 | Brons | –   | Goud |
| 2015/2016 | 50e   | –   | 12e  |
| 2016/2017 | 38e   | 11e | 4e   |
| 2017/2018 | 44e   | –   | 8e   |
| 2018/2019 | 109e  | 22e | 24e  |
| 2019/2020 | 47e   | 7e  | 8e   |
| 2020/2021 | 30e   | –   | 17e  |

Wereldbekerzeges
| Datum         | Plaats     | Onderdeel  |
| ------------- | ---------- | ---------- |
| 22 maart 2014 | Silvaplana | Slopestyle |